# L'infinito (Le Orme)
L'infinito è un concept album del gruppo musicale italiano Le Orme registrato nel 2004.

## Descrizione
Come i due precedenti album, L'infinito è ricco di sequenze strumentali nella migliore tradizione del progressive rock; infine i brani si susseguono senza soluzione di continuità.
Le tendenze classicheggianti affermatesi in precedenza sono confermate dal supporto sporadico di un quartetto d'archi.
Come nel caso del precedente album, la copertina è opera di Paul Whitehead.
Nel complesso, L'infinito è strettamente collegato ai due precedenti (Il fiume ed Elementi) sotto diversi punti di vista. Dopo l'uscita dei due ultimi album, il gruppo fu incoraggiato a proseguire sulla strada intrapresa e si formò così una trilogia. Se l'album Il fiume descriveva la presa di coscienza dell'individuo nei confronti della propria vita, quest'ultima veniva estesa, in Elementi, alle interazioni tra l'uomo ed il pianeta in cui vive. L'infinito compie il passo successivo,  per estendere l'ambito terreno della coscienza umana a quello dell'universo. Una conseguenza dell'espandersi di questa prospettiva esistenziale è il ritorno all'introspezione, che riemerge chiaramente nell'ultimo verso della "suite": L'infinito è in me.

## Tracce
Testi di Tagliapietra. Musiche di Tagliapietra, Dei Rossi, Bon e Bassato
1. Il tuono e la luce - 3:01
2. La voce del silenzio - 4:22
3. Shanti - 2:43
4. L'infinito - 5:33
5. Si può immaginare - 5:49
6. Il tempio sul lago - 3:16
7. Questo è il mattino - 0:40
8. Canto - 4:53
9. La ruota del cielo - 5:41
10. Tra la luna e il sole - 4:08
11. Come onde sull'oceano - 2:23
12. L'infinito - 2:34

## Formazione
- Aldo Tagliapietra – voce, basso, bass pedals, chitarra acustica a 12 corde, sitar
- Michi Dei Rossi – batteria, percussioni, glockenspiel, campane tubolari
- Andrea Bassato – pianoforte, tastiere, violino
- Michele Bon – organo MB3, tastiere, guitar simulator "Alien"